# Chlorodiphénylphosphine
La chlorodiphénylphosphine est un composé organophosphoré de formule chimique (C6H5)2PCl, gébéralement abrégée Ph2PCl. Elle se présente sous la forme d'un liquide huileux incolore et corrosif à l'odeur piquante souvent décrite comme ressemblant à l'ail et détectable à des concentrations de l'ordre de la partie par milliard (ppb). Elle se solidifie en dessous d'une température de 14 à 16 °C. Elle réagit violemment au contact de l'eau en libérant de l'acide chlorhydrique HCl. C'est un réactif utile pour introduire des groupes Ph2P sur des molécules, ce qui comprend de nombreux ligands. Comme d'autres halophosphines, la chlorodiphénylphosphine réagit avec de nombreux nucléophiles et est facilement oxydée, même par l'air.

## Synthèse et réactions
La production industrielle exploite la réaction du benzène C6H6 et du trichlorure de phosphore PCl3 à 600 °C donnant de la dichlorophénylphosphine C6H5PCl2 et du chlorure d'hydrogène HCl. La redistribution de la dichlorophénylphosphine en phase gazeuse à haute température permet d'obtenir de la chlorodiphénylphosphine, :
C6H5PCl2 ⟶ (C6H5)2PCl + PCl3.
La réaction du trichlorure de phosphore avec un réactif de Grignard comme le bromure de phénylmagnésium C6H5MgBr ou le chlorure de phénylzinc C6H5ZnCl, voire avec le diphénylmercure Hg(C6H5)2, peut être utilisée pour la production à l'échelle du laboratoire :
PCl3 + 2 C6H5ZnCl ⟶ (C6H5)2PCl + 2 ZnCl2.
Une autre réaction possible fait intervenir la triphénylphosphine (C6H5)3P avec du chlore Cl2, ce qui libère également du chlorobenzène C6H5Cl :
(C6H5)3P + Cl2 ⟶ (C6H5)2PCl + C6H5Cl.
L'hydrolyse de la chlorodiphénylphosphine donne l'oxyde de diphénylphosphine (C6H5)2PHO. La réduction par le sodium donne de la tétraphényldiphosphine Ph2PPPh2 :
2 ClPPh2 + 2 Na ⟶ Ph2PPPh2 + 2 NaCl.

## Applications
La chlorodiphénylphosphine, comme d'autres chlorophosphines, est utilisée dans la synthèse de diverses phosphines. Une voie de synthèse classique fait appel à des réactifs de Grignard :
Ph2PCl + RMgX ⟶ Ph2PR + ClMgX.
Les phosphines produites à partir de réactions avec la chlorodiphénylphosphine ont fait l'objet de nombreux développements et sont utilisées en tant que pesticides (comme l'EPN (en)), stabilisants pour matières plastiques, catalyseurs, retardateurs de flamme, et résines photodurcissantes aux ultraviolets, ce qui fait que la chlorodiphénylphosphine un composé industriel important,.
La chlorodiphénylphosphine réagit avec le sodium dans un reflux de dioxane pour donner du diphénylphosphure de sodium (C6H5)2PNa :
(C6H5)2PCl + 2 Na ⟶ (C6H5)2PNa + NaCl.
La diphénylphosphine (C6H5)2PH peut être synthétisée par réaction de chlorodiphénylphosphine avec un excès d'aluminohydrure de lithium LiAlH4 :
4 (C6H5)2PCl + LiAlH4 ⟶ 4 (C6H5)2PH + LiCl + AlCl3.
Le diphénylphosphure de sodium et la diphénylphosphine sont également utilisés dans la synthèse de ligands organophosphine.